# Torridon
Torridon (gaèlic escocès: Toirbheartan) és un poble petit al nord-oest dels Highlands d'Escòcia. El nom també es fa servir per anomenar l'àrea que envolta el poble, particularment els Torridon Hills, muntanyes al nord de Glen Torridon. El poble es troba a la riba del Loch Torridon.

## Ubicació
Torridon és a la costa oest d'Escòcia, 109 milles (175 km) al nord de Fort William i 80 milles (130 km) a l'oest d'Inverness. Situat en una àrea coneguda per a escaladors, fotògrafs, entusiastes de flora i fauna, és la base per moltes expedicions per la zona, on les muntanyes dels voltants s'eleven abruptament a 3,500 peus (1,100 m) dels llacs d'aigües profundes. Hi ha una gran hotel, The Torridon, un popular bar públic (The Torridon Inn), i un alberg juvenil a poca distància. La zona de Torridon és àmpliament coneguda per tenir alguns dels paisatges més espectaculars de muntanya de les Illes Britàniques.

## Muntanyes
El loch és envoltat per nombroses muntanyes incloent Liathach, Beinn Alligin i Beinn Eighe, tot els quals són per damunt dels 3000 peus alçada. També al voltant, però amb menys alçada s'hi pot trobar el Beinn Liath Mhòr, Sgorr Ruadh, Maol Cheann-dearg, Beinn Damh, Un Ruadh-stac, i el Fuar Tholl.

## Galeria

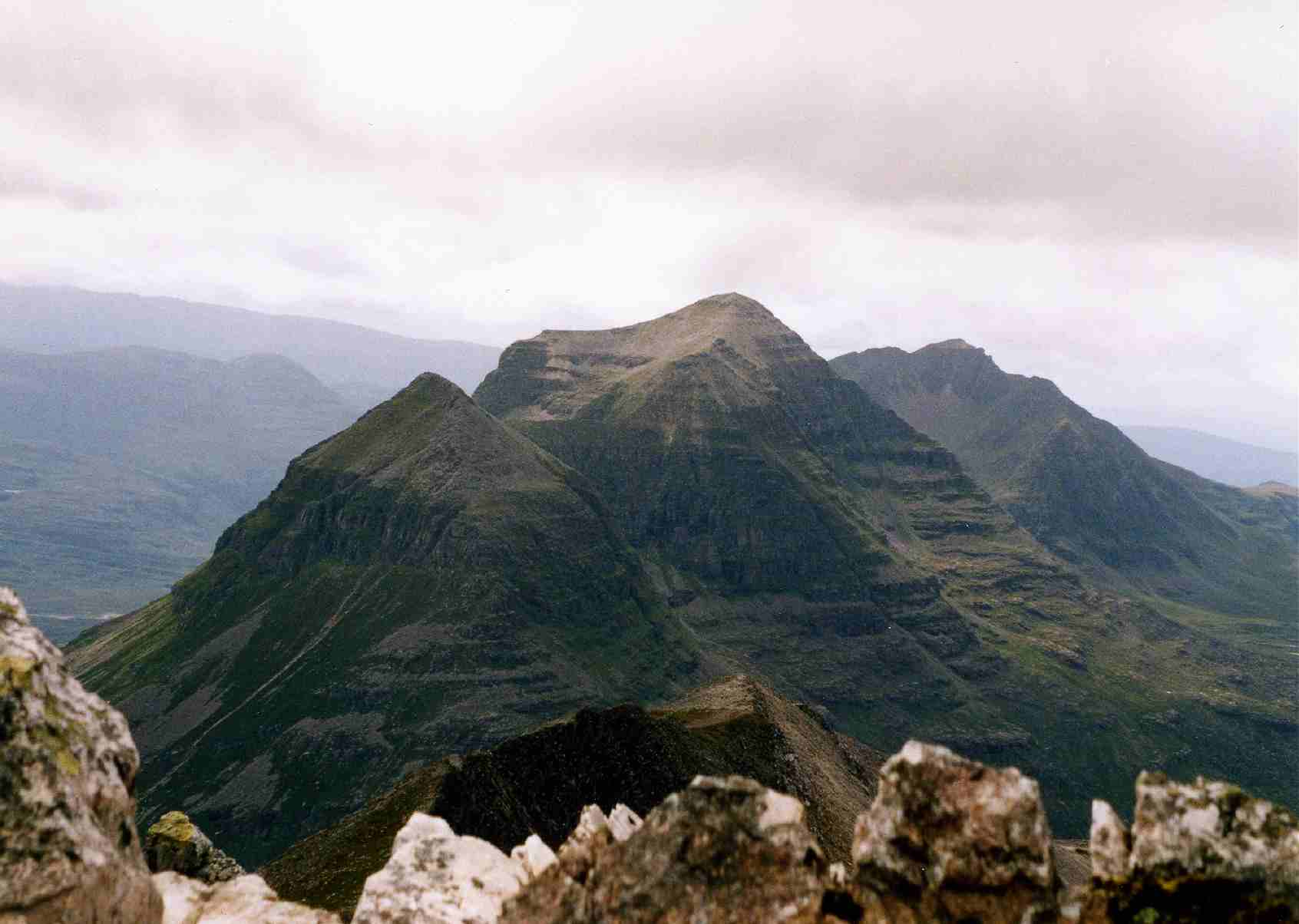
Liathach vist de Beinn Eighe.
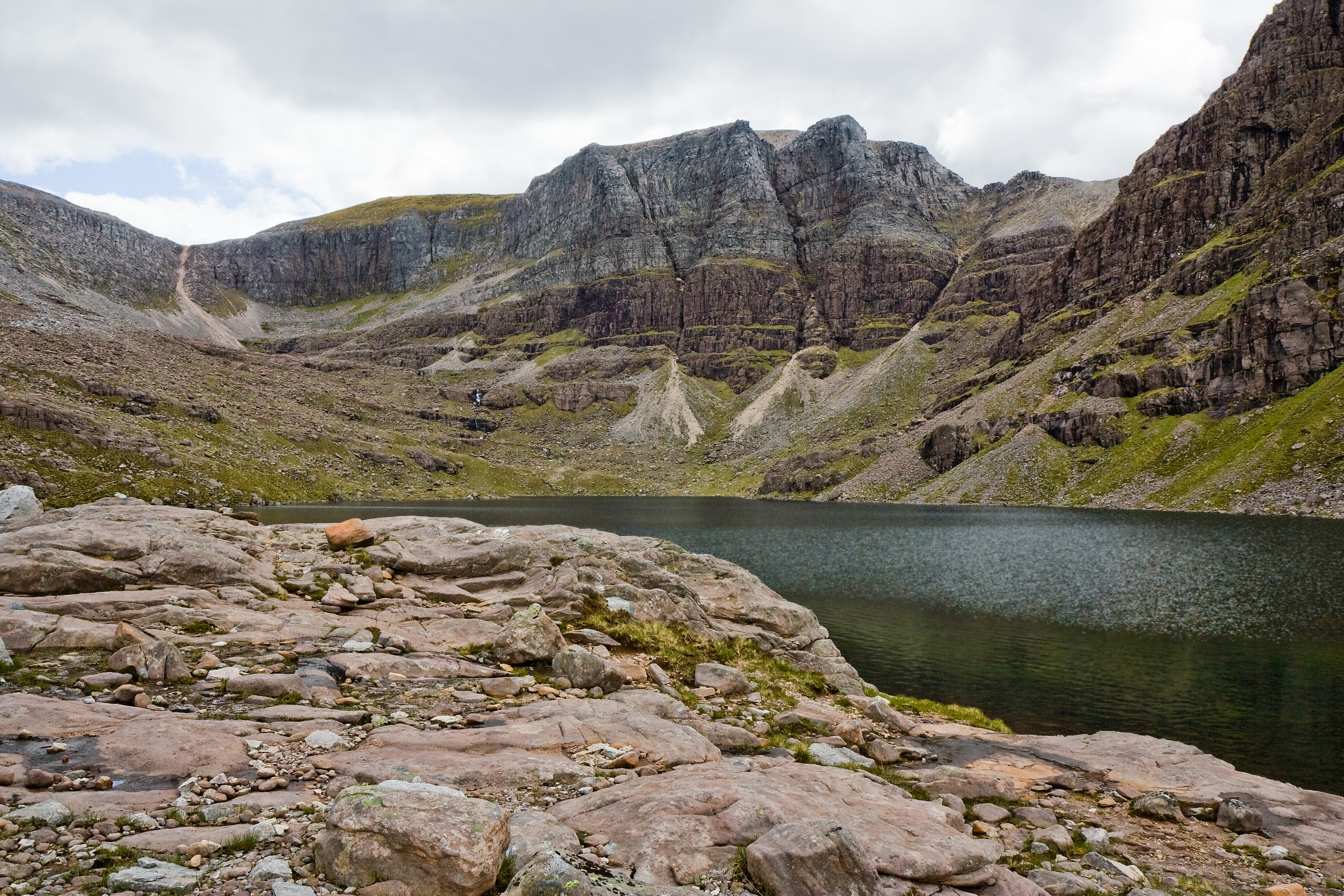
Els contraforts triples de Coire Mhic Fearchair darrere Beinn Eighe.